# Fútbol argentino
Fútbol argentino és una pel·lícula documental argentina de 1990, dirigida per Víctor Dínenzon, realitzada sobre el guió homònim de l'historiador Enrique Macaya Márquez i el periodista esportiu Julio César Pasquato (Juvenal) posteriorment editat en llibre. Va ser estrenada el 28 d'abril de 1990, a Buenos Aires.

## Sinopsi
Una història del futbol argentí, des dels seus orígens en el segle xix fins a la victòria de la selecció argentina en el mundial de Mèxic de 1986, utilitzant valuosos documents d'arxiu.